# Кэмпбелл, Чарльз (яхтсмен)
Чарльз Ральф Кэмпбелл (англ. Charles Ralph Campbell; 14 декабря 1881, Ньютон-Эббот, Девон — 19 апреля 1948, Бембридж, Юго-Восточная Англия) — британский яхтсмен, чемпион летних Олимпийских игр 1908 года.
На Играх 1908 года в Лондоне Кэмпбелл соревновался в классе 8 м. Его команда выиграла две гонки и в итоге заняла первое место.